# Ден като всички други
„Ден като всички други“ е български телевизионен игрален филм (детски) от 1971 година на режисьора Светозар Донев по сценарий на Александър Лазаров. Оператор е Георги Атанасов, музикално оформление – Димитър Герджиков.

## Актьорски състав
| В главните роли | Изпълнител      |
| --------------- | --------------- |
| монтьорът Петьо | Илия Цоцин      |
| автомонтьорът   | Петър Добрев    |
| клиентката      | Зорка Димитрова |